# Mar de Bellingshausen

Mar de Bellingshausen como parte del océano Antártico.

El mar de Bellingshausen (en ruso: Море Беллинсгаузена) es un mar litoral del océano Antártico localizado al oeste de la península Antártica y al sur de la isla Pedro I, entre la isla Alejandro I (70° O), al este, y el cabo Pez Volador (102° 20' O) de la isla Thurston, al oeste, que es el límite con el mar de Amundsen.
Fue llamado así en honor al explorador ruso Fabian Gottlieb von Bellingshausen que exploró la región en 1820-1821.
A finales del Plioceno, hace unos 2,15 millones de años, se produjo en este mar el impacto del asteroide Eltanin. Es el único impacto conocido en el fondo marino en el mundo.
En el borrador del proyecto de la 4° edición de Limits of Oceans and Seas de la Organización Hidrográfica Internacional, comunicado mediante la circular CL55 del 7 de noviembre de 2001, se propusieron límites para el mar de Bellingshausen. El proyecto final fue comunicado el 9 de agosto de 2002, pero fue retirado para nueva revisión el 19 de septiembre de 2002 sin que hasta el momento fuera publicado.

10.12 Bellingshausen Sea
 There is agreement on both the name and limits except that, on the advice of member States, it may be noted that the name Bellingshausen (from Admiral Thaddeus Bellingshausen) has been corrected from earlier drafts. A proposal for Peter I Øy has been rejected to conform with the policy of using English generic names.
Comentarios del proyecto de la 4° edición de Limits of Oceans and Seas.